# Llista de monuments de Rascanya (València)
Monuments i béns immobles catalogats com a béns d'interés cultural (BIC) i béns immobles de rellevància local (BRL) del districte de Rascanya de València.

## Monuments d'interés cultural
| Monument                                                         | Prot.? | Estil/època               | Localització                       | Coordenades                                          | Codi?         | Imatge |
| ---------------------------------------------------------------- | ------ | ------------------------- | ---------------------------------- | ---------------------------------------------------- | ------------- | --- |
| Monestir de Sant Miquel dels Reis, o Biblioteca Valenciana       | BIC    | Renaixement S.XVI, S.XVII | València Av. Constitució, 284      | 39° 29′ 58″ N, 0° 22′ 12″ O / 39.499527°N,0.370124°O | RI-51-0007260 | Monestir de Sant Miquel dels Reis (València) · Vegeu més fotos d'aquest monument · Carregueu una nova foto d'aquest monument              |
| Escut de Ferran d'Aragó, duc de Calàbria, en l'Alqueria d'Albors | BIC    |                           | València Camí Alqueria d'Albors, 3 | 39° 29′ 49″ N, 0° 22′ 09″ O / 39.49703°N,0.36906°O   | 46.15.250-378 | Escut de Ferran d'Aragó en l'Alqueria d'Albors (València) · Vegeu més fotos d'aquest monument · Carregueu una nova foto d'aquest monument |

## Monuments d'interés local
| Monument | Prot.? | Estil/època        | Localització                     | Coordenades                                          | Codi?         | Imatge |
| --- | ------ | ------------------ | -------------------------------- | ---------------------------------------------------- | ------------- | --- |
| Església parroquial de la Mare de Déu del Sagrat Cor, o Església de l'antic Convent de Santa Catalina de Siena | BRL    | Gòtic S. XV (1491) | València C. Santiago Rusiñol, 28 | 39° 29′ 42″ N, 0° 21′ 58″ O / 39.494928°N,0.366125°O | 46.15.250-134 | Església parroquial de la Mare de Déu del Sagrat Cor (València) · Vegeu més fotos d'aquest monument · Carregueu una nova foto d'aquest monument |

## Nuclis històrics tradicionals
| Monument           | Prot.? | Estil/època | Localització             | Coordenades                                          | Codi?         | Imatge |
| ------------------ | ------ | ----------- | ------------------------ | ---------------------------------------------------- | ------------- | --- |
| Nucli dels Orriols | BRL    |             | València Barri d'Orriols | 39° 29′ 34″ N, 0° 22′ 10″ O / 39.492667°N,0.369528°O | 46.15.250-439 | Nucli dels Orriols (València) · Vegeu més fotos d'aquest monument · Carregueu una nova foto d'aquest monument |

## Espais etnològics d'interés local
| Monument                                                                         | Prot.? | Estil/època | Localització                                                                                    | Coordenades                                          | Codi?           | Imatge |
| -------------------------------------------------------------------------------- | ------ | ----------- | ----------------------------------------------------------------------------------------------- | ---------------------------------------------------- | --------------- | --- |
| Conjunt de l'Alqueria d'Albors i Molí de Sant Miquel, o Alqueria de Sant Llorenç | BRL    | s.XVII      | València C. Santiago Rusiñol - av. Germans Machado                                              | 39° 29′ 49″ N, 0° 22′ 08″ O / 39.497083°N,0.368944°O | 46.15.250-E18   | Alqueria d'Albors i Molí de Sant Miquel (València) · Vegeu més fotos d'aquest monument · Carregueu una nova foto d'aquest monument    |
| Alqueria de Falcó                                                                | BRL    | s.XVII      | València Camí antic de Montcada                                                                 | 39° 29′ 53″ N, 0° 22′ 50″ O / 39.498056°N,0.380667°O | 46.15.250-E466  | Alqueria de Falcó (València) · Vegeu més fotos d'aquest monument · Carregueu una nova foto d'aquest monument                          |
| Llengües del Palmar-Calvet                                                       | BRL    | s.XIV-XV    | València Av. Germans Machado, camí de l'Alqueria del Grande, partida del Racó de Sant Llorenç   | 39° 29′ 48″ N, 0° 21′ 32″ O / 39.496783°N,0.358931°O | 46.15.250-E446  | Llengües del Palmar-Calvet (València) · Vegeu més fotos d'aquest monument · Carregueu una nova foto d'aquest monument                 |
| Llengües del Palmar-Masquefa                                                     | BRL    | s.XIV-XV    | València Av. Germans Machado, al nord del dipòsit de tramvies, partida del Racó de Sant Llorenç | 39° 29′ 53″ N, 0° 21′ 41″ O / 39.497992°N,0.361439°O | 46.15.250-E445  | Llengües del Palmar-Masquefa (València) · Vegeu més fotos d'aquest monument · Carregueu una nova foto d'aquest monument               |
| Retaule ceràmic de la Immaculada Concepció                                       | BRL    |             | València Av. de Valladolid, 4                                                                   | 39° 29′ 22″ N, 0° 21′ 46″ O / 39.489536°N,0.362694°O | 46.250.250-1008 | Retaule ceràmic de la Immaculada Concepció (València) · Vegeu més fotos d'aquest monument · Carregueu una nova foto d'aquest monument |